# Matveeskij rajon
Il Matveeskij rajon (in russo Матвеевский район?) è un rajon dell'Oblast' di Orenburg, nella Russia europea. Istituito nel 1934, il capoluogo è Matveevka.